# Ivar Jacobson

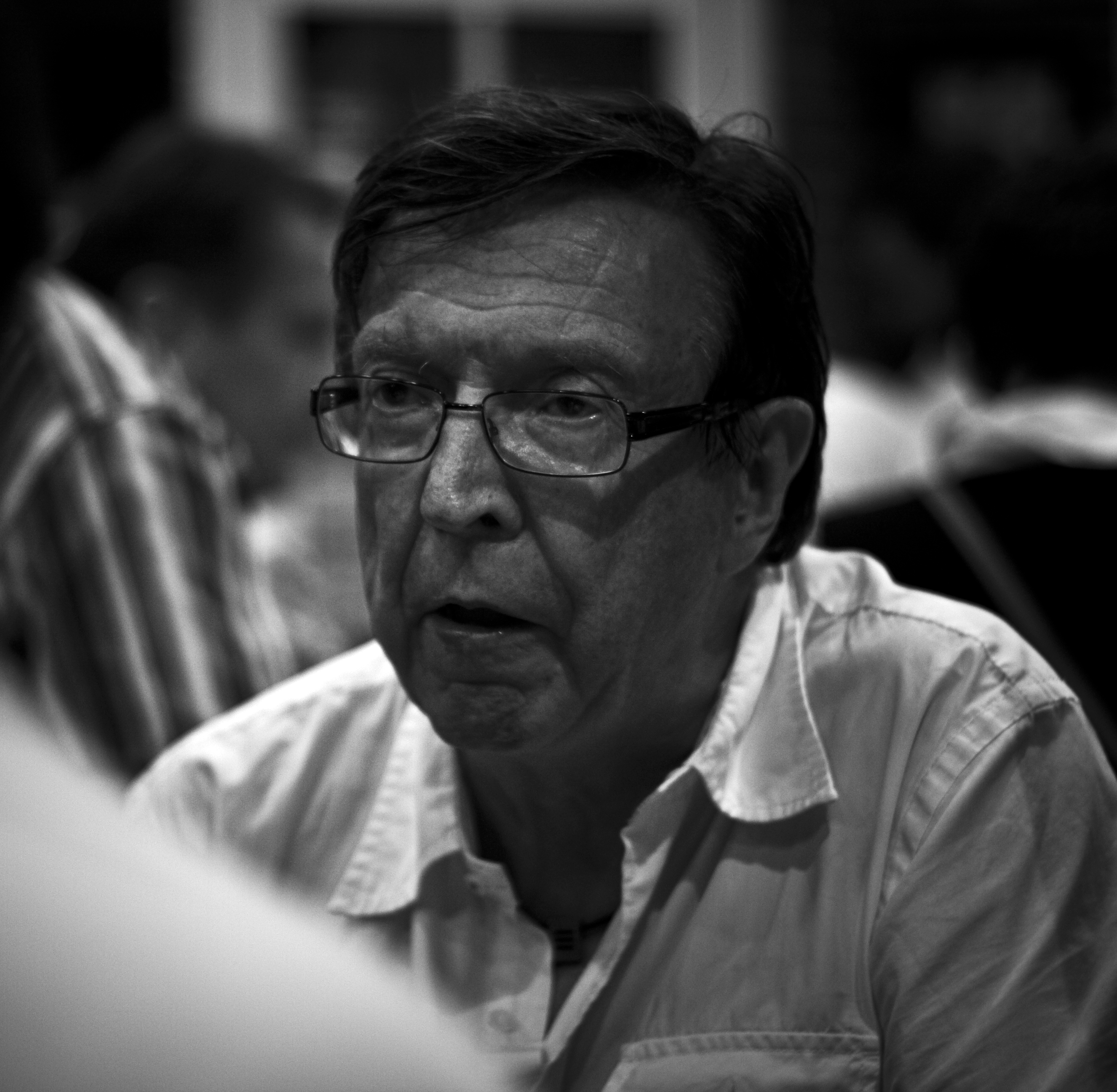
Ivar Jacobson, 2010.

Ivar Hjalmar Jacobson (Ystad, 2 september 1939) is een Zweeds informaticus, bekend als medeontwerper van Unified Modeling Language, Objectory, het Rational Unified Process, en aspect-georiënteerde softwareontwikkeling.

## Biografie
Ivar Jacobson werd geboren in Ystad, Zweden. Hij behaalde zijn Master in Elektrotechniek aan de Technische Universiteit Chalmers in Göteborg in 1962, en later een PhD aan de Koninklijke Technische Universiteit in Stockholm in 1985 op een proefschrift over "Language Constructs for Large Real Time Systems".
Na de universiteit begon Jacobson bij Ericsson, waar hij bleef werken tot april 1987, toen hij het bedrijf Objective Systems startte. In 1991 nam Ericsson hierin een meerderheidsaandeel, en werd het hernoemd tot Objectory AB. Rond 1992 ontwikkelde Jacobson hier het softwareontwikkelingsproces OOSE. In oktober 1995 verkocht Ericsson de onderneming aan Rational Software en ging Jacobson samenwerken met Grady Booch en James Rumbaugh, en werden bekend als de "Three Amigos". Toen Rationale in 2003 werd overgenomen door IBM begon Jacobson weer voor zichzelf, en hij bleef nog wel tot mei 2004 aan als technisch consultant. Midden 2003 startte Jacobson het bedrijf Ivar Jacobson International (IJI) voor zijn consultancy werkzaamheden, en opende vervolgens kantoren in Groot-Brittannië, de Verenigde Staten, Scandinavië, China, Korea, Singapore en Australië.

## Werk

### Ericson
In 1967 bij Ericson kwam Jacobson met het voorstel om softwarecomponenten toe te passen in de nieuwe generatie software bestuurde telefooncentrales, die Ericson ontwikkelde. Tijdens dit proces ontwikkelde hij het "sequence diagram", het volgordediagram, en het zogeheten "collaboration diagram", het collaboratiediagram. Hij ontwierp tevens een "state transition diagram" om de berichtenstroom tussen componenten te beschrijven.
Jacobson werd zich bewust van de behoefte aan blauwdrukken voor softwareontwikkeling. Hij was een van de oorspronkelijke ontwerpers van de Specification and Design Language (SDL). Bij Ericson ontwikkelde hij tevens de usecase-techniek om de functionele eisen aan software te specificeren.

### Rationale Software
Bij Rationale ontwikkelden Jacobson, Booch en Rumbaugh eerst de Unified Modeling Language (UML), en later het Rational Unified Process (RUP).

### Essential Unified Process
In november 2005 kondigde Jacobson het Essential Unified Process, afgekort "EssUP", aan. EssUP is een nieuw praktijk-georiënteerd softwareontwikkelingsproces, dat voortbouwt op moderne gevestigde "best practice" softwareontwikkeling. Het bouwt voort op drie kampen: het unified process kamp, het Agile-software-ontwikkeling kamp en het process improvement-kamp. Ieder draagt bij met verschillende capaciteiten: structuur, agiliteit en procesverbetering.
Jacobson heeft EssUp beschreven als een "super light and agile RUP", en heeft EssUp geïntegreerd in Microsoft Visual Studio Team System en Eclipse.

## Publicaties
Jacobson publiceerde verschillende boeken en artikelen, een selectie:
- 1992. Object-Oriented Software Engineering: A Use Case Driven Approach (ACM Press) Met Magnus Christerson, Patrik Jonsson & Gunnar Overgaard. Addison-Wesley, 1992, ISBN 0201544350
- 1994. The Object Advantage: Business Process Reengineering With Object Technology (ACM Press). Met M. Ericsson & A. Jacobson. Addison-Wesley, ISBN 0201422891
- 1997. Software Reuse: Architecture, Process, and Organization for Business Success (ACM Press). Met Martin Griss & Patrik Jonsson. Addison-Wesley, 1997, ISBN 0201924765
- 1999. The Unified Software Development Process. Met Grady Booch & James Rumbaugh. Addison-Wesley Professional, 1999, ISBN 0201571692
- 2004. The Unified Modeling Language Reference Manual (2nd Edition). Met Grady Booch & James Rumbaugh. Addison-Wesley Professional, 2004, ISBN 0321245628
- 2004. Aspect-Oriented Software Development With Use Cases (Addison-Wesley Object Technology Series). Met Pan-Wei Ng. Addison-Wesley, ISBN 0321268881
- 2005. The Unified Modeling Language User Guide (2nd Edition). Met Grady Booch & James Rumbaugh. Addison-Wesley Professional, 2005, ISBN 0321267974